# Poggio Renatico
Pour les articles homonymes, voir Poggio.

Poggio Renatico (al Puz en dialecte de Ferrare) est une commune italienne de la province de Ferrare, dans la région Émilie-Romagne.

## Géographie
Poggio Renatico est située dans la plaine du Pô, à 10 mètres d’altitude et fait confins avec la province de Bologne, sur la rive gauche du fleuve Reno (cavo Benedettino, canal de déviation du fleuve dans l’ancien Pô de Primaro. La commune est traversée par les routes provinciales SP25 et SP8 qui la mettent à 12 km de Ferrare et de l’embranchement d’avec l’autoroute A13 Bologne-Padoue et de la super-route Ferrare-Porto Garibaldi. La ligne ferroviaire Ferrare-Bologne dessert également la cité.

Villes voisines :
- Sant'Agostino : 12 km ;
- Bologne : 34 km ;
- Comacchio : 56 km.

## Histoire

### Origine du nom
Le toponyme Poggio dérive du latin podium qui se réfère à une petite colline artificielle qui émerge des eaux environnante (marais). L’origine du terme Renatico est un peu plus controversée ; généralement interprété comme reunatico dérivé de reuna qui peut être équivalent à une motte, terme par lequel en 1200 on désignait une petite colline entourée d’eau.

### Origini
S’il est impossible de définir avec exactitude l'origine de Poggio Renatico, les premiers documents mentionnant le pays comme Podio, Podio Rognatico ou Raunatico et infin Poggio Renatico sont d’époque médiévale, mais quelques trouvailles archéologiques comme les bornes marquant les limites territoriales, encore visibles sur la place du pays, font remonter les origines à l’époque romaine.

### Les Lambertini
Le fief a appartenu à la dynastie Lambertini jusqu’à son extinction et son passage à l’État pontifical au début du XIXe siècle.

### Après l’Unité italienne
Après le Risorgimento, le pays entre dans la province de Ferrare et commence son développement économique à partir de l’inauguration de la ligne ferroviaire Bologne-Ferrare en 1862.

### Séisme de 2012
À Poggio Renatico, les secousses sismiques ont provoqué l’effondrement de la tour de l’horloge  du Castello Lambertini et des dommages au campanile et la coupole de la Chiesa Abbaziale di San Michele Arcangelo, avec de graves conséquences pour la patrimoine artistique local. Le 4 juin 2012, le campanile de l’église de San Michele a été démoli avec des charges explosives pour raison de sécurité.

## Sites et monuments d’intérêt

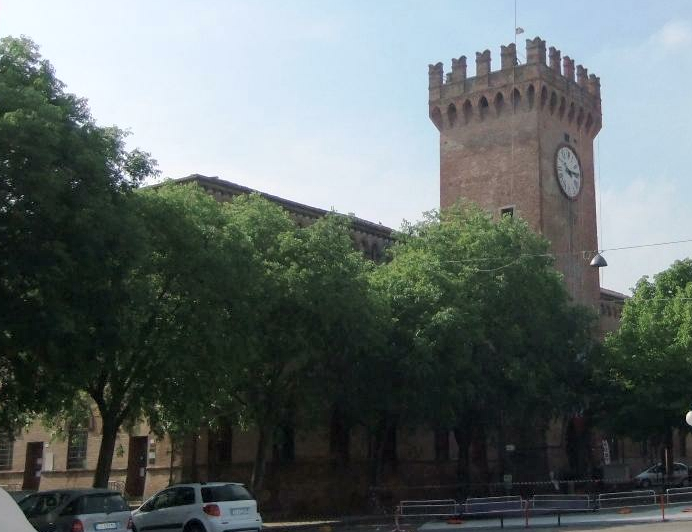
Château Lambertini avant le séisme de 2012.

- Le Castello Lambertini : château construit au Moyen Âge par les Guastavillani avec une structure à caractère défensive, propriété des Lambertini au XVe siècle. L’édifice a subi de nombreuses transformations : 1475, années 1600, 1660 puis le séisme de 2012.

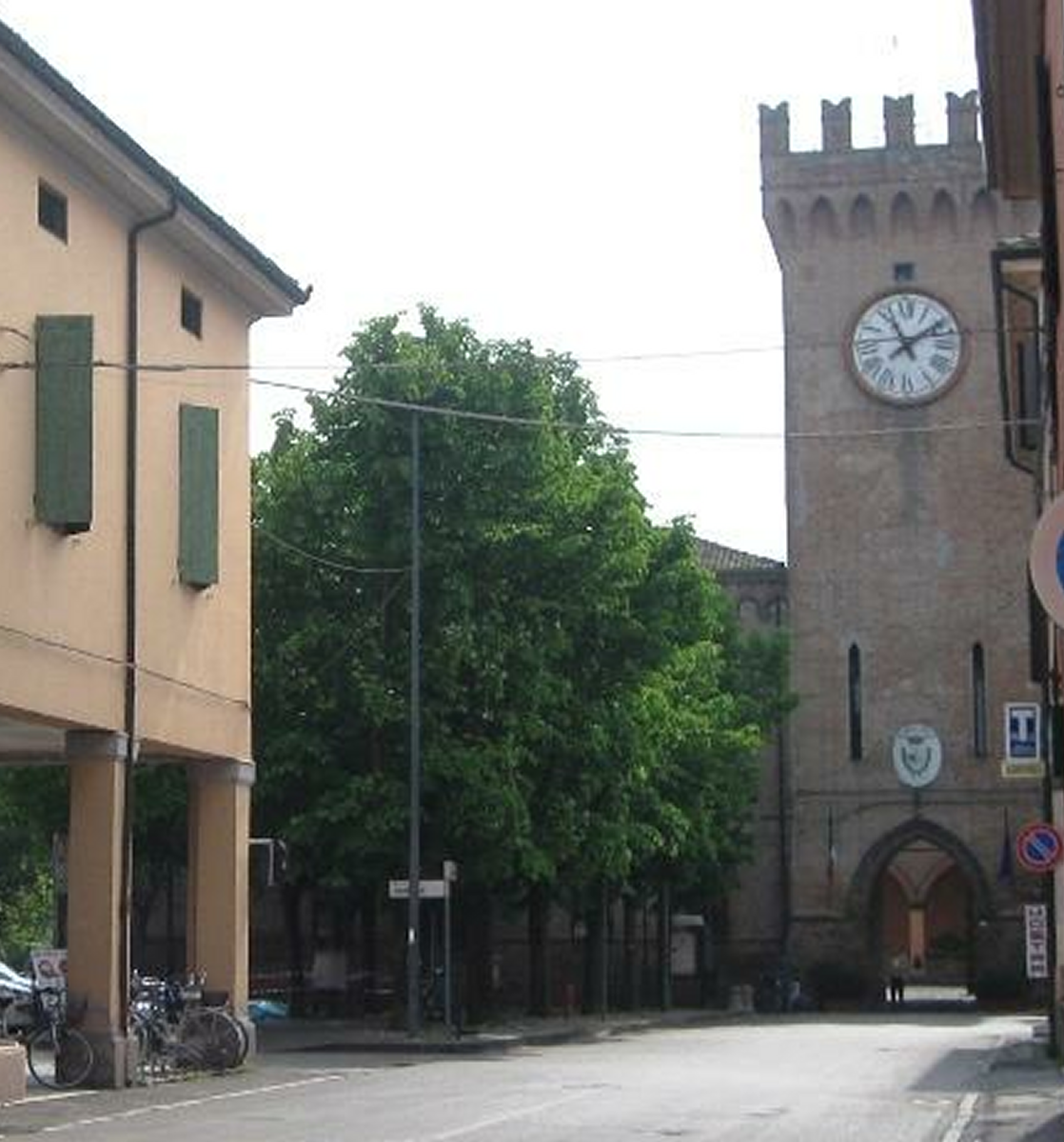
Tour de l’horloge avant le séisme de 2012.
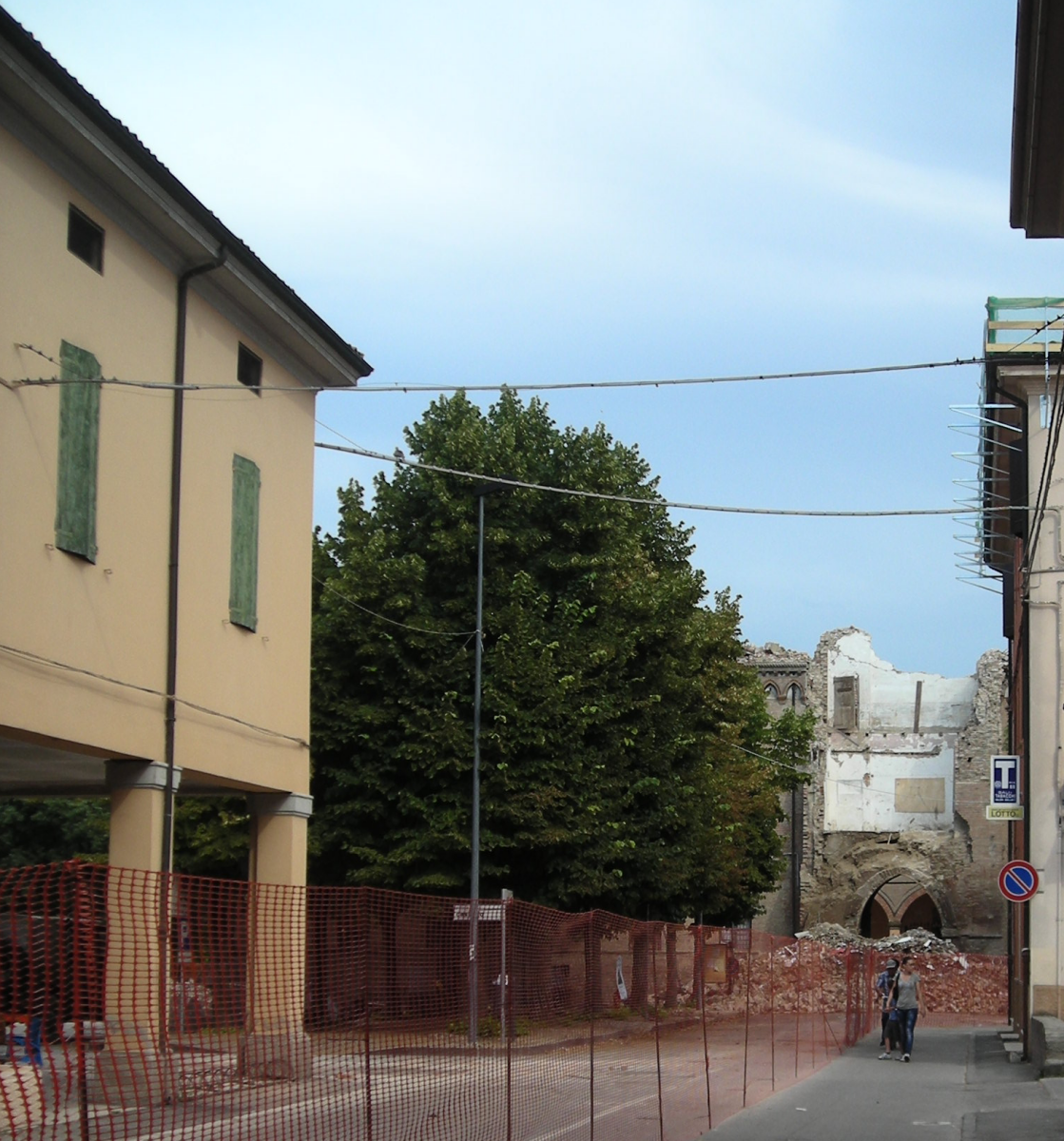
Tour après le séisme.
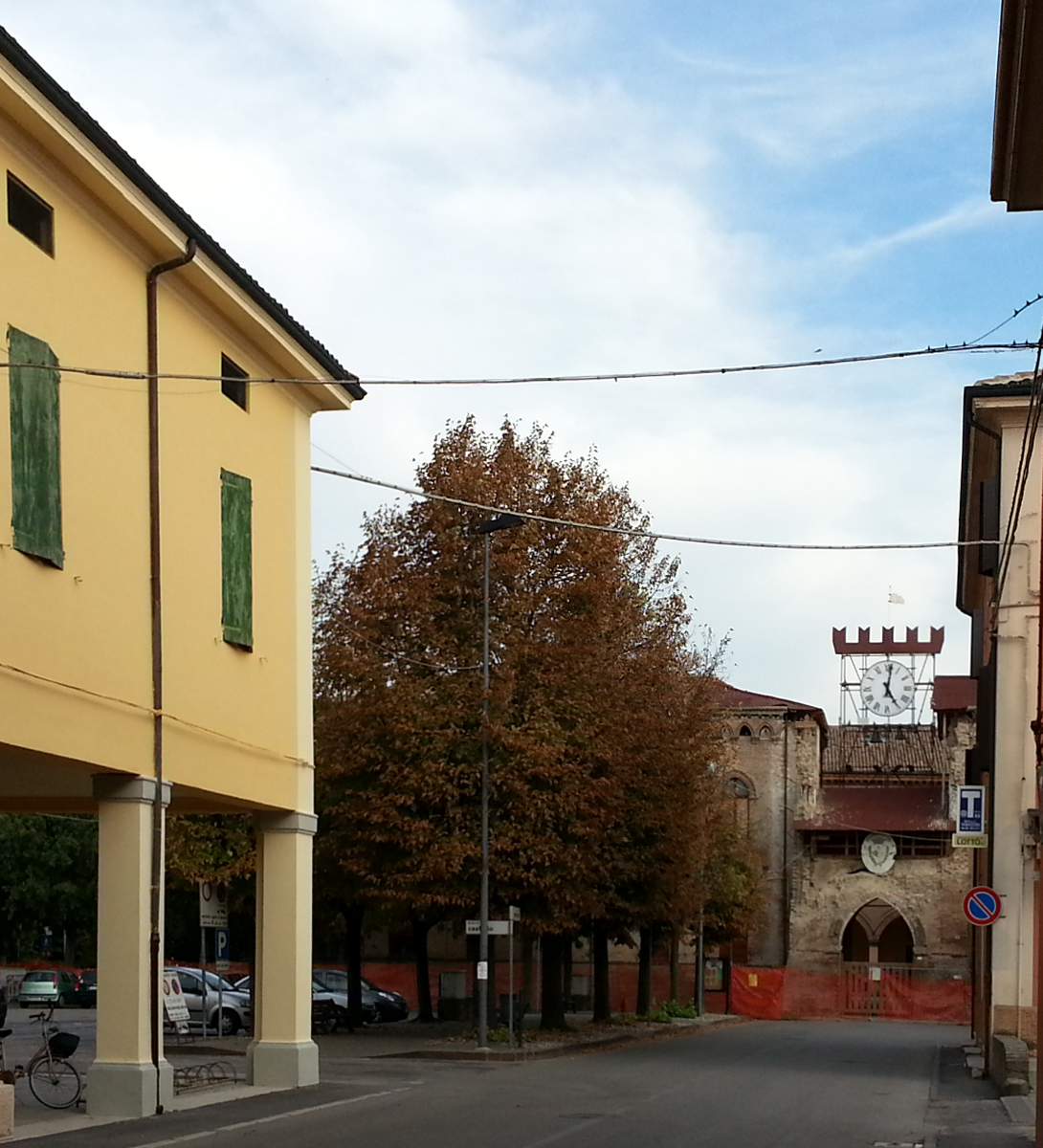
Tour en 2013.

- L'antique abbaye de San Michele : de 1200 et de l’art roman, une des plus antiques du diocèse de Bologne. Complètement restaurée en 2002, elle fut rasée par le séisme de 2012[3].

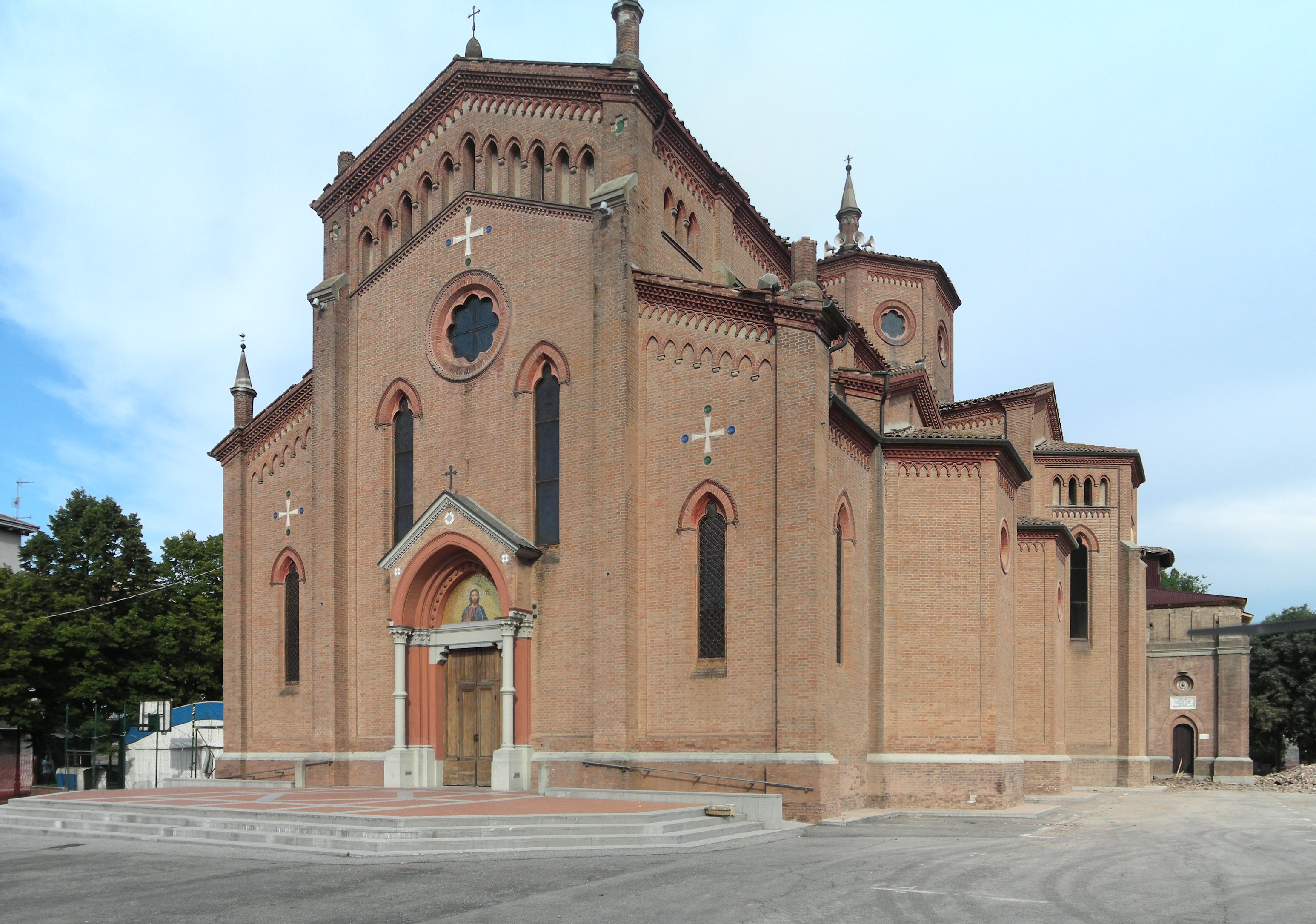
Abbaye de San Michele après le séisme de 2012.

- L'Abbaye de San Michele : de style gothico-lombard du XIVe siècle, inaugurée en 1907, reconstruite après la Seconde Guerre mondiale[4]. Le campanile de 1949 a été endommagé par le séisme de 2012[5].

## Économie
La ville a une importante base aérienne servant de quartier-général pour le commandement des opérations aériennes de la force aérienne italienne et pour le Combined Air Operations Center 5 de l’OTAN.

La principale activité du pays est liée à l’agriculture (28,4 %), le bâtiment (20,1 %) et le commerce (19,8 %).

## Administration
| Période                                  | Période  | Identité     | Étiquette     | Qualité |
| ---------------------------------------- | -------- | ------------ | ------------- | ------- |
| 14/06/2004                               | En cours | Paolo Pavani | Centre gauche |         |
| Les données manquantes sont à compléter. |          |              |               |         |

### Hameaux
Chiesa Nuova, Coronella, Gallo, Madonna Boschi.

### Communes limitrophes
Baricella, Galliera (5 km), Malalbergo (6 km), Mirabello (7 km), Sant'Agostino (9 km), Vigarano Mainarda (8 km).

## Population

### Évolution de la population en janvier de chaque année
| 1861  | 1901  | 1921  | 1951  | 1961  | 1971  | 1981  | 1991  | 2001  |
| ----- | ----- | ----- | ----- | ----- | ----- | ----- | ----- | ----- |
| 4 844 | 6 348 | 7 723 | 8 836 | 8 482 | 7 683 | 7 522 | 7 383 | 7 679 |

| 2011  | - | - | - | - | - | - | - | - |
| ----- | - | - | - | - | - | - | - | - |
| 9 681 | - | - | - | - | - | - | - | - |

### Ethnies et minorités étrangères
Les nationalités majoritairement représentatives étaient :
| Pos. | Pays     | Population |
| ---- | -------- | ---------- |
| 1    | Maroc    | 191        |
| 2    | Roumanie | 156        |
| 3    | Pakistan | 155        |
| 4    | Albanie  | 98         |
| 5    | Moldavie | 46         |
| 6    | Ukraine  | 44         |
| 7    | Pologne  | 35         |
| 8    | Chine    | 29         |
| 9    | Pérou    | 20         |
| 10   | Tunisie  | 18         |

## Personnalités liées à Poggio Renatico
- Elio Bertocchi, cycliste
- Carlo Fornasini, politique et scientifique
- Imelda Lambertini, religieuse et béatifiée
- Prospero Lambertini, pape Benoît XIV

## Sources
- (it) Cet article est partiellement ou en totalité issu de l’article de Wikipédia en italien intitulé « Poggio Renatico » (voir la liste des auteurs) le 01/10/2012.